# Keramična posoda
Keramična posoda je posoda izdelana iz gline. Glina je  zemeljski material, ki je rezultat preperevanja in erozije kamnin, ki vsebujejo določeno skupino mineralov. Ko se glini doda voda, postane zelo lahka za oblikovanje. Ko je posoda izoblikovana, se jo da v pečico, kjer dokončno ohrani svojo obliko v popolnoma trdnem stanju. Takšnemu izdelku iz gline pravimo keramika.

## Začetki keramičnih posod
Človek se je s samo glino srečal že davno. Najprej jo je uporabljal za gradnjo bivališč, potem je iz nje začel izdelovati posodo.  Danes ima glina večnamensko uporabno vrednost. Uporablja se v medicini, v industriji, za izdelavo keramičnih posod, peči, papirja, plastike, ...
Zgodovina keramike se torej začne z lončenimi posodami. Na tisoče let nazaj, so se ljudje naučili kako narediti lončene posode z gnetenjem, oblikovanjem in žganjem gline. Pred tem odkritjem so bila izdelana le kamnita orodja, po kameni dobi pa so se začeli izdelovati glineni izdelki kot jih poznamo danes. V tem smislu lahko lončene posode imenujemo 'vir vseh industrijskih proizvodov'!
Po nenehnih napredkih iz stoletja v stoletje je Japonska kultura začela obdobje hitrega razvoja keramike. Zgodovina keramike na Japonskem sega več kot 10.000 let nazaj, v obdobje Jomon (14.000-400 pr.n.št.). Ljudje so sestavljali družbo lovcev in so bili med prvimi na svetu, ki so ustvarjali lončene posode. Naslednje obdobje se je imenovalo Yayoi (500-300 pr.n.št.), v katerem je poleg napredka oblike posod napredovala tudi pridelava in gojenje riža. Približno 1500 let nazaj pa je nastopila nova metoda izdelave z uporabo tuneliranih, negnjenih peči, imenovane Anagama, predstavljene iz Koreje. Pri tej metodi so glino, oblikovano na lončarskem kolesu, dali  za dalj časa na 1000 oC. Posode izdelane po tej metodi se imenujejo 'Sue izdelki'. S predstavitvijo lončarskega kolesa in Anagame, se je tehnologija keramike na Japonskem drastično izboljšala. V obdodbju Nara (710-794) pa so ljudje začeli uporabljati glazuro iz prašnih delcev stekla. Mešanica vsega znanega je povedla do preprečitve puščanja vode iz posode.
V obdobju električne tehnologije (19. stoletje) je keramična posoda dobila popolnoma novo vlogo. Prešla je v širšo uporabo kot izolator ali izolacijski material, ki so kot električni vodi gospodinjskih aparatov, omogočili ljudem lažjo uporabo električne energije. 
V 20. stoletju, pa se je z začetki radijskih in televizijskih oddaj in izumom tranzistorja začelo obdobje elektro-keramike. V tem obdobju se je izgled keramike hitro približeval današnji tako imenovani fini keramiki. 
Ob brezžični opremi je imela samo keramika lastnosti potrebne za zagotavljanje visokega izhodnega signala preko visokih frekvenc. Zato je imela pomemben prispevek k racionalizaciji elektronske opreme. Če kondenzatorji nebi bili narejeni iz keramike, prenosni računalniki in mobilni telefoni od katerih smo odvisni vsak dan, nebi obstajali. Dejstvo je, da je sodoben mobilni telefon sestavljen iz več kot 200 keramičnih kondenzatorjev. 
Fina keramika je bila rojena v obdobju elektro-keramike kot zelo natančen industrijski material s strogo nadzorovanimi postopki iz naftnih ali sintetičnih prašnih surovin, kar jo razlikuje od ostalih izdelkov. Poleg industrijskih namenov se fina keramika uporablja tudi kot vsakodnevni material v obliki nožev, kemičnih svinčnikov, nakita, celo medicinskih vsadkov.
Keramike ni mogoče nadomestiti z drugim materialom!

## Uporaba keramične posode
Keramična posoda ima dno prevlečeno s posebno, okolju prijazno prevleko. Zaradi nje so jedi pripravljene na bolj zdrav način, saj je za kuho dovolj minimalna količina olja, kar omogoča pripravo jedi z manj ali celo brez maščob, je odporna na visoke temperature in praske, možna je kuha na nižjih temperaturah, kar pripomore k manjši porabi energije, in je enostavna za čiščenje. Dodatna prednost so steklene pokrovke, ki omogočajo spremljanje priprave hrane. 
Čiščenje
Ker ima posoda zaradi keramične prevleke ravno in gladko dno, se hrana ne prijema. To omogoča izredno enostavno čiščenje. Ni potrebe po dolgem namakanju posode in uporabe agresivnih čistilnih sredstev. Prav tako pri čiščenju ni potrebno uporabljati žičnatih gobic. Potrebno jo je le splakniti pod vročo vodo. Še večja prednost pa je ta, da je pralna v pomivalnem stroju.

## Keramična posoda proti teflonu
Teflonske posode so slaba različica keramičnih posod. Res je, da so priljubljene, saj se, prav tako kot pri keramičnih posodah, hrana ne prijemlje na dno. Za to poskrbi teflon, ki je gladek na otip in odbija maščobo, vodo ter ostalo umazanijo. Vendar pa ima veliko več pomankljivosti. Prvič, teflon je občutljiv na praske, zato je potrebno biti izredno previden, da se dna ne poškoduje z vilicami ali kakšnim drugim priborom. Drugič, prav tako je občutljiv na visoke temperature. Te lahko ob pogosti uporabi povzročijo luščenje prevleke. To pa povzroči zahajanje škodljivih snovi v hrano, kar, dokazano, lahko povzroči težave s ščitnico. 